# Thomas Mundt
Thomas Mundt (* 20. März 1964 in Greifswald) ist ein ehemaliger deutscher Badmintonspieler.
Er wurde im Verein Einheit Greifswald kontinuierlich aufgebaut und gewann 15 Titel im Nachwuchsbereich. 16-jährig gewann er seinen ersten DDR-Mannschaftstitel mit Einheit, auf den 11 weitere folgten. Zehnmal war er in den Einzeldisziplinen erfolgreich. 23 mal trat er für die Nationalmannschaft der DDR an, 14 mal konnte er dabei siegreich vom Feld gehen. Nach der Wende wurde es auf sportlichem Gebiet ruhig um Thomas Mundt.

## Sportliche Erfolge

### Nationale und Internationale Titel
| Saison    | Veranstaltung                       | Disziplin    | Sieger |
| --------- | ----------------------------------- | ------------ | --- |
| 1977/1978 | DDR-Einzelmeisterschaft AK 12/13    | Herreneinzel | Thomas Mundt (Einheit Greifswald) |
| 1977/1978 | DDR-Einzelmeisterschaft AK 14/15    | Herreneinzel | Thomas Mundt (Einheit Greifswald) |
| 1978/1979 | DDR-Einzelmeisterschaft AK 14/15    | Herreneinzel | Thomas Mundt (Einheit Greifswald) |
| 1978/1979 | DDR-Einzelmeisterschaft AK 14/15    | Herrendoppel | Thomas Mundt / Hardy Lawrenz (Einheit Greifswald / Fortschritt Hohenstein-Ernstthal) |
| 1978/1979 | DDR-Einzelmeisterschaft AK 14/15    | Mixed        | Thomas Mundt / Petra Michalowsky (Einheit Greifswald) |
| 1979/1980 | DDR-Mannschaftsmeisterschaft        | Mannschaft   | Einheit Greifswald (Edgar Michalowski, Erfried Michalowsky, Michael Franz, Thomas Mundt, Klaus Müller, Norbert Michalowsky, Petra Michalowsky, Christine Zierath, Ilona Michalowsky, Angela Michalowski)    |
| 1979/1980 | DDR-Einzelmeisterschaft AK 14/15    | Herreneinzel | Thomas Mundt (Einheit Greifswald) |
| 1979/1980 | DDR-Einzelmeisterschaft AK 16/17    | Herreneinzel | Thomas Mundt (Einheit Greifswald) |
| 1979/1980 | DDR-Einzelmeisterschaft AK 16/17    | Mixed        | Thomas Mundt / Birgit Kämmer (Einheit Greifswald) |
| 1979/1980 | DDR-Einzelmeisterschaft AK 14/15    | Herrendoppel | Thomas Mundt / Hardy Lawrenz (Einheit Greifswald / Fortschritt Hohenstein-Ernstthal) |
| 1979/1980 | DDR-Einzelmeisterschaft AK 14/15    | Mixed        | Thomas Mundt / Michaela Junker (Einheit Greifswald / Kühlautomat Berlin) |
| 1979/1980 | DDR-Einzelmeisterschaft AK 16/17    | Herrendoppel | Thomas Mundt / Thomas Greeck (Einheit Greifswald) |
| 1980/1981 | DDR-Mannschaftsmeisterschaft        | Mannschaft   | Einheit Greifswald (Erfried Michalowsky, Edgar Michalowski, Thomas Mundt, Michael Franz, Thomas Greeck, Angela Michalowski, Petra Michalowsky, Birgit Kämmer, Ilona Michalowsky, Christine Zierath)         |
| 1980/1981 | DDR-Einzelmeisterschaft AK 16/17    | Herreneinzel | Thomas Mundt (Einheit Greifswald) |
| 1980/1981 | DDR-Einzelmeisterschaft AK 16/17    | Herrendoppel | Thomas Mundt / Bernd Müller (Einheit Greifswald / Einheit Dorfchemnitz) |
| 1980/1981 | DDR-Einzelmeisterschaft AK 16/17    | Mixed        | Thomas Mundt / Birgit Kämmer (Einheit Greifswald) |
| 1981/1982 | DDR-Mannschaftsmeisterschaft        | Mannschaft   | Einheit Greifswald (Erfried Michalowsky, Edgar Michalowski, Thomas Mundt, Uwe Kämmer, Norbert Michalowsky, Birgit Kämmer, Petra Michalowsky, Ilona Michalowsky)                                             |
| 1981/1982 | DDR-Mannschaftsmeisterschaft Jugend | Mannschaft   | Einheit Greifswald (Thomas Mundt, Joseph, Jörg Hollatz, Michaela Junker) |
| 1981/1982 | DDR-Einzelmeisterschaft             | Herreneinzel | Thomas Mundt (Einheit Greifswald) |
| 1982/1983 | DDR-Mannschaftsmeisterschaft        | Mannschaft   | Einheit Greifswald (Erfried Michalowsky, Edgar Michalowski, Norbert Michalowsky, Thomas Mundt, Uwe Kämmer, Klaus Müller, Birgit Kämmer, Ilona Ryk)                                                          |
| 1983/1984 | DDR-Mannschaftsmeisterschaft        | Mannschaft   | Einheit Greifswald (Erfried Michalowsky, Edgar Michalowski, Norbert Michalowsky, Thomas Mundt, Klaus Müller, Frank Brandenburg, Uwe Kämmer, Mike Joseph, Petra Michalowsky, Birgit Kämmer, Kerstin Bohn)    |
| 1984/1985 | DDR-Mannschaftsmeisterschaft        | Mannschaft   | Einheit Greifswald (Edgar Michalowski, Erfried Michalowsky, Norbert Michalowsky, Thomas Mundt, Birgit Kämmer)                                                                                               |
| 1984/1985 | DDR-Einzelmeisterschaft             | Herreneinzel | Thomas Mundt (Einheit Greifswald) |
| 1985      | Bulgarian International             | Mixed        | Thomas Mundt / Monika Cassens (Einheit Greifswald / HSG Lok HfV Dresden) |
| 1985/1986 | DDR-Mannschaftsmeisterschaft        | Mannschaft   | Einheit Greifswald (Erfried Michalowsky, Edgar Michalowski, Thomas Mundt, Mike Joseph) |
| 1985/1986 | DDR-Einzelmeisterschaft             | Herreneinzel | Thomas Mundt (Einheit Greifswald) |
| 1986      | Bulgarian International             | Mixed        | Thomas Mundt / Monika Cassens (Einheit Greifswald / HSG Lok HfV Dresden) |
| 1986/1987 | DDR-Mannschaftsmeisterschaft        | Mannschaft   | Einheit Greifswald (Erfried Michalowsky, Edgar Michalowski, Thomas Mundt, Norbert Michalowsky, Mike Joseph, Petra Michalowsky, Birgit Kämmer)                                                               |
| 1986/1987 | DDR-Einzelmeisterschaft             | Herreneinzel | Thomas Mundt (Einheit Greifswald) |
| 1986/1987 | DDR-Einzelmeisterschaft             | Herrendoppel | Thomas Mundt / Kai Abraham (Einheit Greifswald / EBT Berlin) |
| 1986/1987 | DDR-Einzelmeisterschaft             | Mixed        | Thomas Mundt / Monika Cassens (Einheit Greifswald / HSG Lok HfV Dresden) |
| 1987/1988 | DDR-Einzelmeisterschaft             | Herreneinzel | Thomas Mundt (Einheit Greifswald) |
| 1988/1989 | DDR-Mannschaftsmeisterschaft        | Mannschaft   | Einheit Greifswald (Thomas Mundt, André Wiechmann, Mike Joseph, Edgar Michalowski, Erfried Michalowsky, Thomas Greeck, Jens Thonack, Joachim Schimpke, Petra Michalowsky, Sandra Kraft, Angela Michalowski) |
| 1988/1989 | DDR-Einzelmeisterschaft             | Herrendoppel | Thomas Mundt / André Wiechmann (Einheit Greifswald) |
| 1989/1990 | DDR-Mannschaftsmeisterschaft        | Mannschaft   | Einheit Greifswald (Thomas Mundt, Edgar Michalowski, Erfried Michalowsky, André Wiechmann, Mike Joseph, Petra Michalowsky, Kerstin Bohn)                                                                    |
| 1989/1990 | DDR-Einzelmeisterschaft             | Herreneinzel | Thomas Mundt (Einheit Greifswald) |
| 1989/1990 | DDR-Einzelmeisterschaft             | Herrendoppel | Thomas Mundt / André Wiechmann (Einheit Greifswald) |

## Heutiges Wirken
Thomas Mundt sitzt für die CDU in der Greifswalder Bürgerschaft und betreibt in der Greifswalder Innenstadt ein Sportgeschäft.

## Referenzen
- Martin Knupp: Deutscher Badminton Almanach, Eigenverlag (2003), 230 Seiten
- René Born: Badminton in Tröbitz (Teil 1 – Die Anfänge, die Medaillengewinner, die Statistik), Eigenverlag (2007), 455 Seiten (Online-Version)
- https://cdu-greifswald.de/?ka=1&ska=profil&pid=5

| Personendaten    | Personendaten              |
| ---------------- | -------------------------- |
| NAME             | Mundt, Thomas              |
| KURZBESCHREIBUNG | deutscher Badmintonspieler |
| GEBURTSDATUM     | 20. März 1964              |
| GEBURTSORT       | Greifswald                 |